# Synstrophius
Synstrophius is een geslacht van spinnen uit de  familie van de Thomisidae (krabspinnen).

## Soorten
- Synstrophius blanci (Mello-Leitão, 1917) (synoniem: Ceraarachne blanci)[1]
- Synstrophius muricatus Mello-Leitão, 1942